# Carcelia hainanensis
Carcelia hainanensis är en tvåvingeart som beskrevs av Chao och Liang 1986. Carcelia hainanensis ingår i släktet Carcelia och familjen parasitflugor. Inga underarter finns listade i Catalogue of Life.